# Mr. Lady Records
Mr. Lady Records war ein US-amerikanisches Plattenlabel mit Sitz in San Francisco und existierte von 1996 bis 2004. Neben Musik wurden auf dem Label auch Videos verlegt.

## Unternehmensgeschichte
Das Label wurde 1996 in Durham, North Carolina von Kaia Wilson und Tammy Rae Carland gegründet. Mr. Lady Records verfolgte dabei das Ziel, ein Forum für politische und queere Musik zu schaffen.
Aushängeschild des Labels war die Band Le Tigre, die ihre ersten beiden Platten auf Mr. Lady Records veröffentlichte. LeTigre gelang es mit einer Mischung aus elektronischer Musik und Punk international erfolgreich feministische und queere Inhalte zu vermitteln. Trotz des größeren auch kommerziellen Erfolges mit LeTigre musste das Label 2004 aufgrund von Finanzproblemen  aufgeben.

## Ausrichtung
Beeinflusst durch die Riot Grrrl Bewegung der frühen 1990er Jahre spezialisierte sich Mr. Lady Records auf Künstlerinnen mit feministischen, lesbischen und queeren Inhalten. Mit Bands wie Le Tigre, Tracy + The Plastics, The Need und Drag-Künstlerinnen wie Vaginal Davis hatte Mr. Lady Records einen großen Einfluss auf die Entwicklung des Queercores und queere Subkulturen.
Dabei stützte sich das Label auf die feministischen Subkulturen der US-amerikanischen Westküste mit ihren Schwerpunkten in Portland/Olympia und San Francisco. Gemeinsam war den Bands der politische Anspruch, stilistische Vorgaben gab es hingegen nicht. Ein Schwerpunkt lag jedoch auf queerer Musik mit Electro- und Punkeinflüssen, ein Musikstil der etwa mit Begriffen wie „Queercore“, „Electropunk“ und „Homocore“ beschrieben wird. In diesen Genres wird Mr. Lady Records häufig als stilprägend angesehen.
Zur Motivation des Labels erklärte Kaia Wilson, Mr. Lady Records sei gegründet worden, „to be an outspokenly feminist/political record and video label that put out great music by like minded musicians, to try and help our artists take the musical route that represents their values, to be a fair business that caters to the ladies, freaks and fags.“